# Долово (община Тутин)
Долово (на сръбски: Долово) е село в Сърбия, разположено в община Тутин, Рашки окръг. Намира се на 1003 метра надморска височина. Населението му според преброяването през 2011 г. е 389 души. При преброяването на населението през 2002 г. има 465 жители, от тях 448 (96,34 %) бошняци, 16 (3,44 %) мюсюлмани и 1 (0,21 %) не се самоопределя.

## Население
Численост на населението според преброяванията през годините:
- 1948 – 631 души
- 1953 – 708 души
- 1961 – 783 души
- 1971 – 725 души
- 1981 – 713 души
- 1991 – 614 души
- 2002 – 465 души
- 2011 – 389 души